# M113

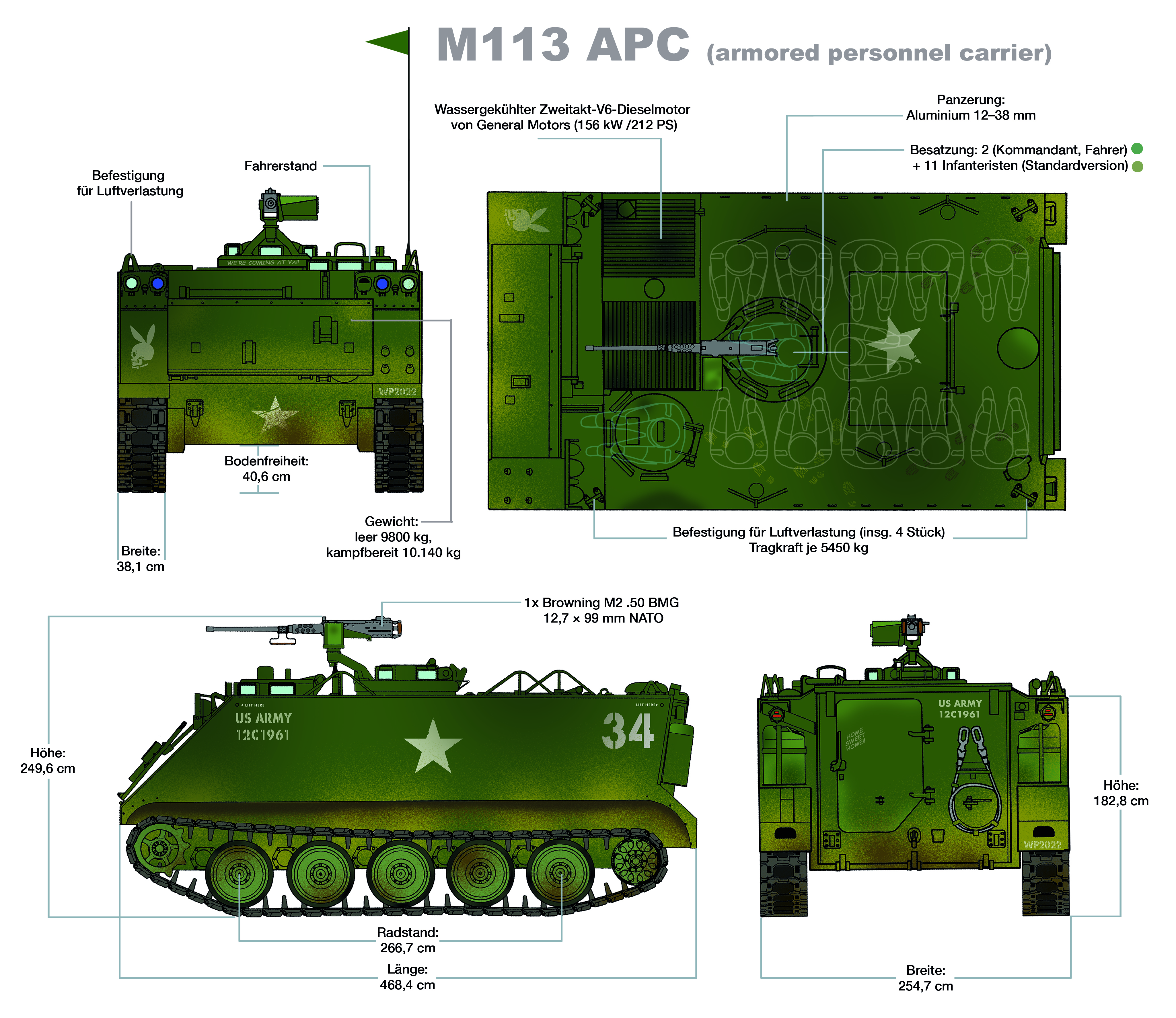
4-Seiten-Illustration eines M113 mit technischen Basis-Informationen und Positionierung der Besatzung (Fahrer und Kommandant / Infanterietrupp)

Der M113 ist ein leicht gepanzerter Mannschaftstransporter. Die US-amerikanische Entwicklung wird seit 1960 in Dutzenden verschiedener Varianten (abgesehen von zahlreichen kleineren Umbauten) in mehr als 50 Staaten verwendet. Neben der ursprünglichen Konzeption als gepanzerter Mannschaftstransportwagen (MTW) erfüllt er je nach Variante verschiedenste Funktionen als Feuerleitpanzer oder mobiler Gefechtsstand und ist Waffenträger unter anderem als Schützenpanzer, Flugabwehrpanzer, Raketenjagdpanzer oder Flammenwerferpanzer. Neben militärischen Nutzern haben auch amerikanische SWAT-Einheiten, Feuerwehren und Sheriffs den M113 als Einsatzfahrzeug beschafft. Er ist luftverlastbar mit der C-130 Hercules sowie in der Grundversion fallschirmabwurffähig und amphibisch.

## Geschichte

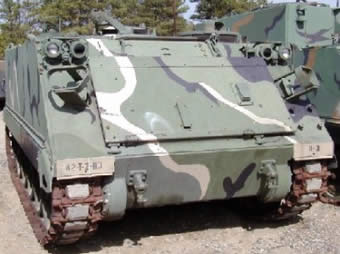
M113A2

Der M113 ist eine Weiterentwicklung der Firmen Ford und Kaiser Aluminum and Chemical Co. aus den späten 1950er-Jahren, basierend auf den M59 und M75. Hersteller ist die Food Machinery Corporation (FMC), heute United Defense. Außerdem fertigen Firmen in Italien und Belgien den M113 in Lizenz.
Der M113 war der erste moderne Truppentransportpanzer (Spitzname Battle Taxi) und hat in der Standardausführung ein 12,7-mm-Maschinengewehr als Hauptwaffe sowie ein 7,62-mm-MG als Sekundärwaffe.
Seit ihrer Markteinführung im Jahre 1960 wurden über 80.000 Fahrzeuge der M113-Familie gebaut. Heute werden weiterhin M113 produziert, auch wenn vielfach dazu übergegangen wurde, alte Modelle durch Umrüstung auf einen neuen technischen Stand zu bringen.
Der M113 hat sich im Vietnamkrieg an vielen Schauplätzen wegen seiner amphibischen Fähigkeiten bewährt. Die Vietcong nannten die Flammenwerfer-Variante grüner Drache. Einige Wannen von nicht mehr fahrbereiten M113 wurden von den US-Soldaten auch als gepanzerter Aufbau für ihre Gun trucks verwendet.

## Technik

### Antrieb

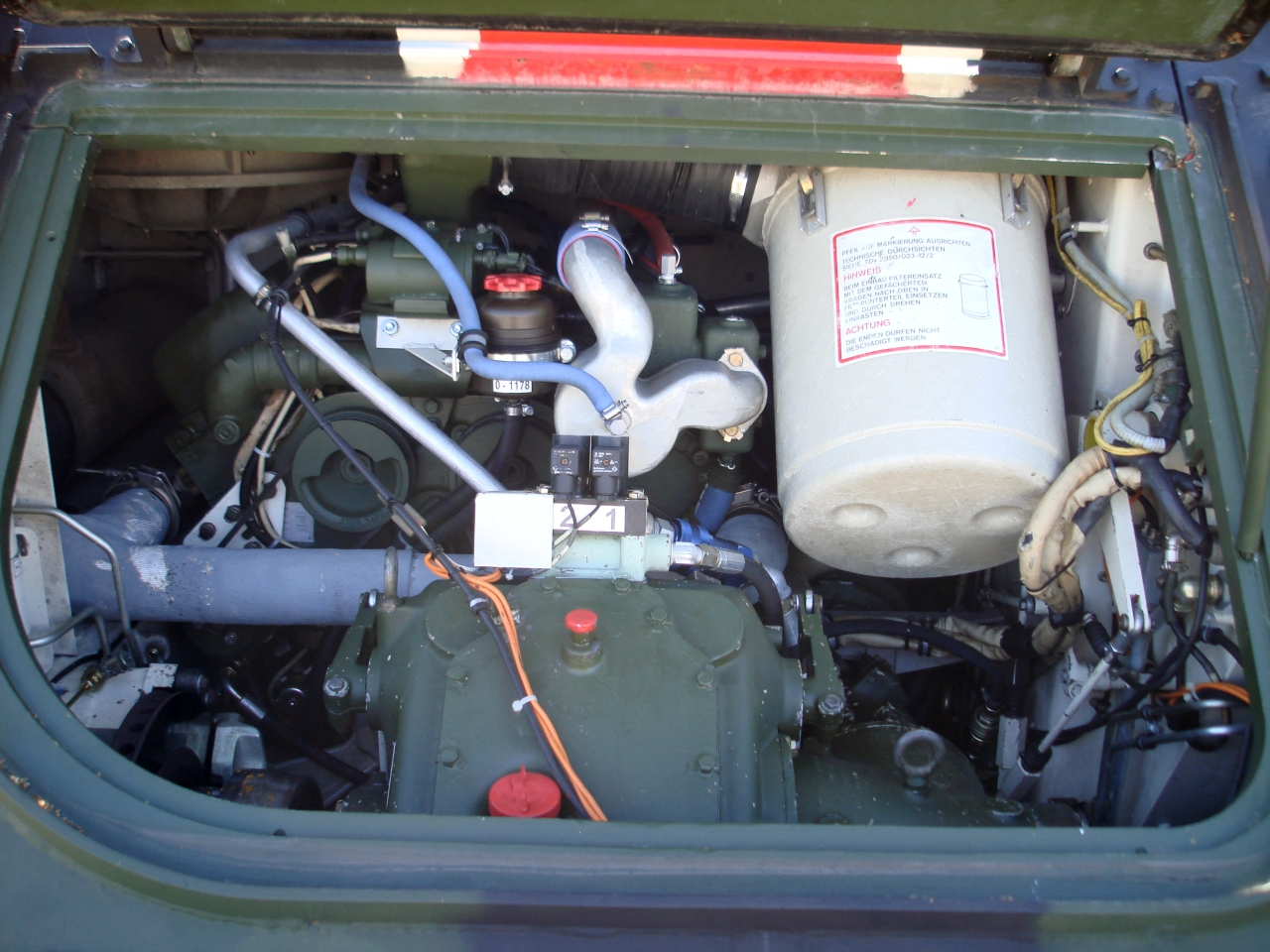
Triebwerk in einem deutschen M113. Vorne mittig sitzt das Doppelausgleichlenkgetriebe. Darüber mittig die Magnetrelais (Bezeichnung 1 und 2) der Ölpumpen. Der Behälter mit der Bezeichnung O-1178 gehört zur Servolenkung. Das Fahrzeug ist mit einer Lenkanlage ausgestattet und gehört zur Maßnahme NDV1.

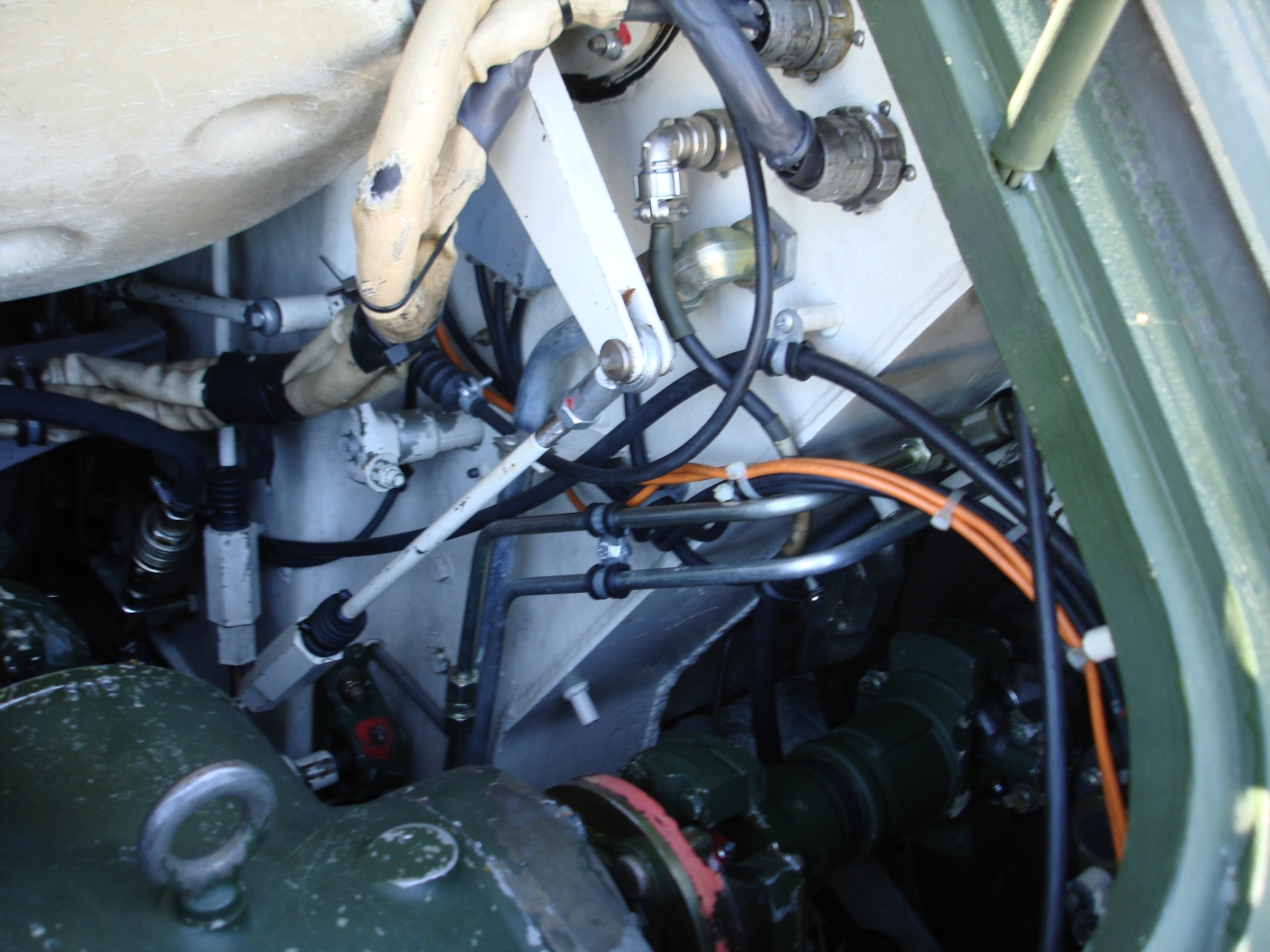
Blick auf die linke Kreuzgelenkwelle eines deutschen M113 mit NDV1. Sie führt vom Winkeltrieb zum Antriebszahnkranz. Zu sehen sind ebenfalls die elektrischen Anschlüsse des Motors und ein Teil des Lenkgestänges.

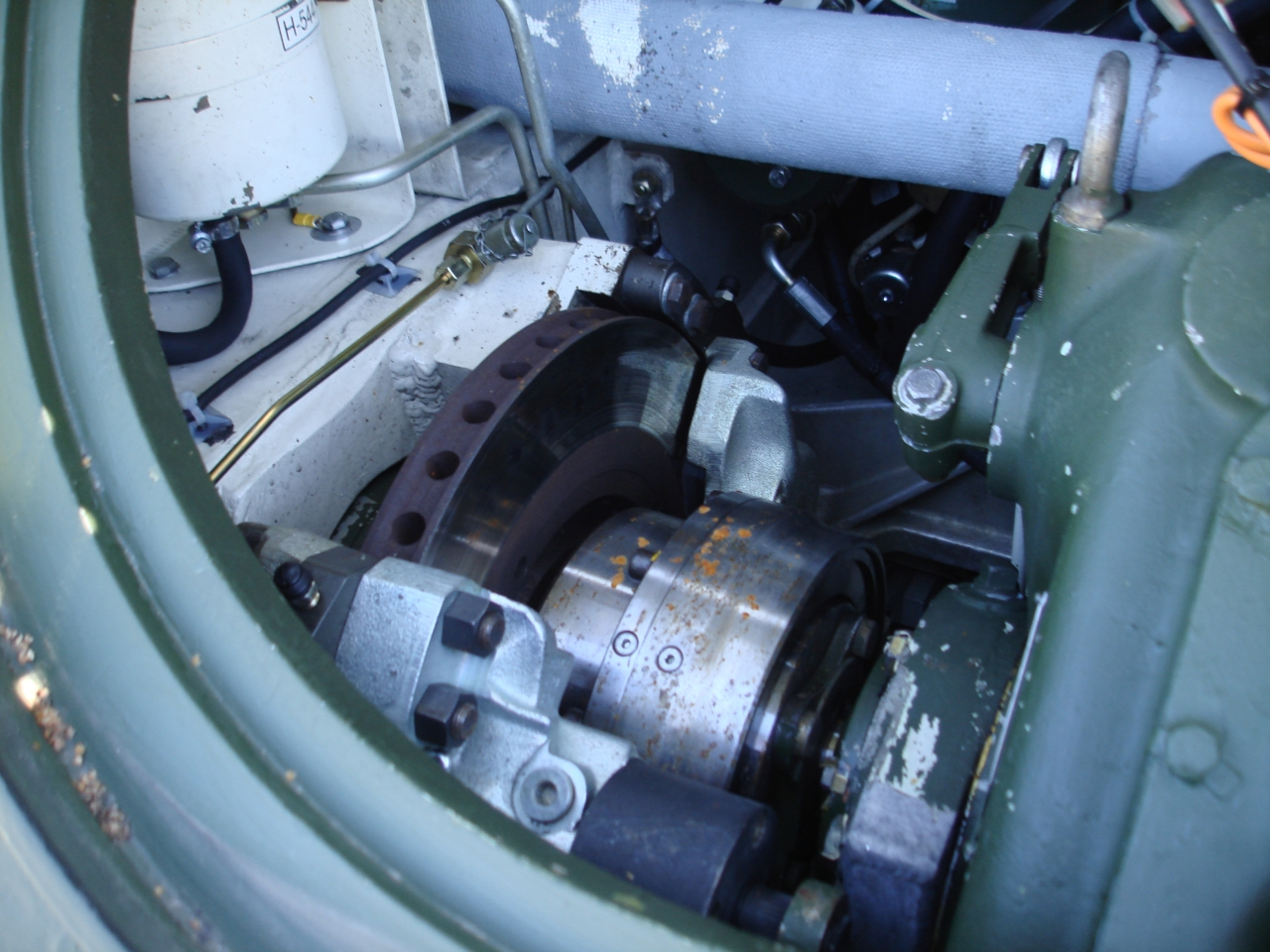
Rechte Seite des gleichen M113. Es zeigt die neue Bremsscheibe und die formschlüssige Bogenzahnkupplung für die Drehmomentübertragung. Darüber mit der Aufschrift H-544, der Hydraulikbehälter der Bremsanlage.

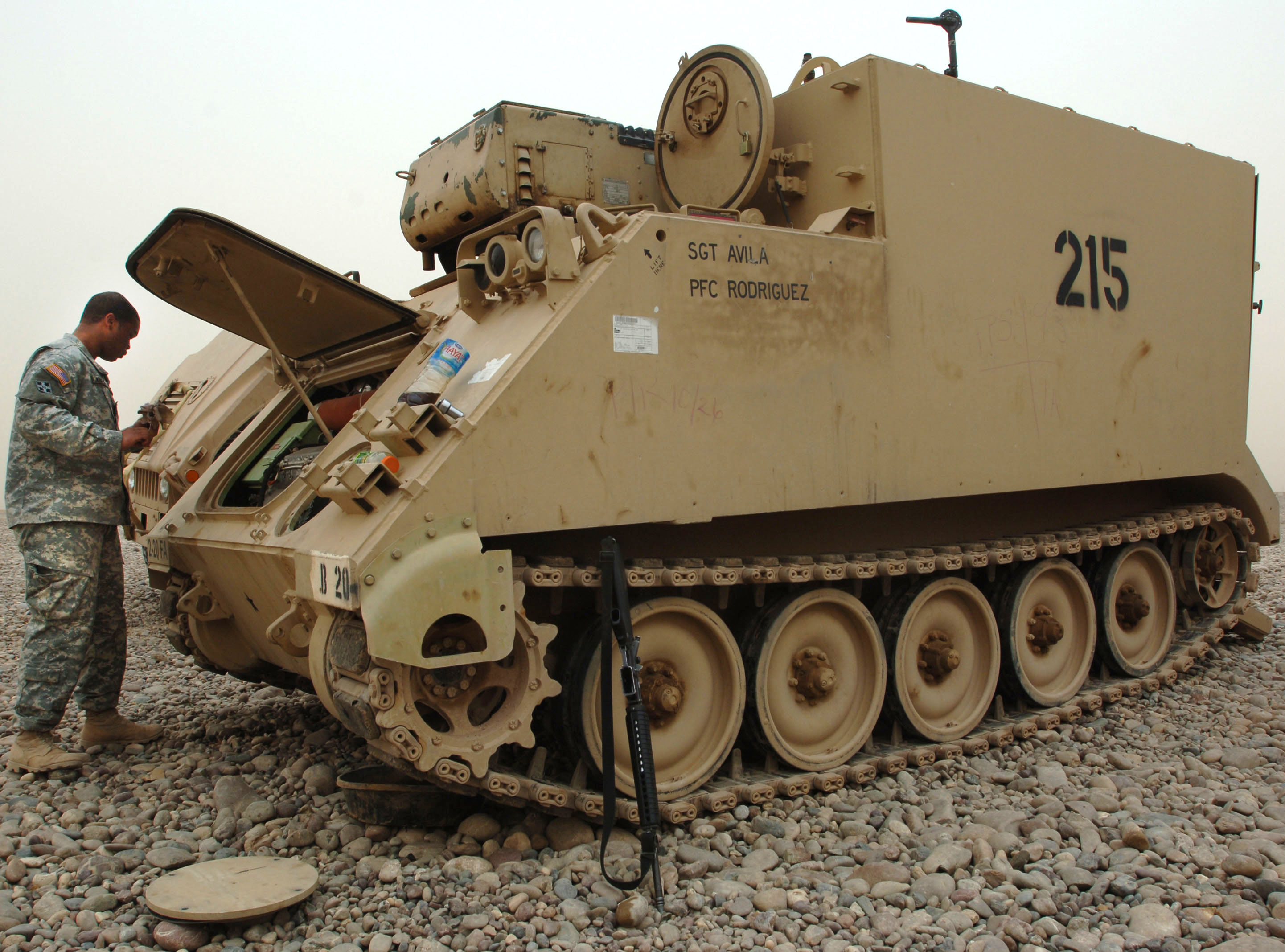
Auf dem M113 basierendes Kommandofahrzeug M577

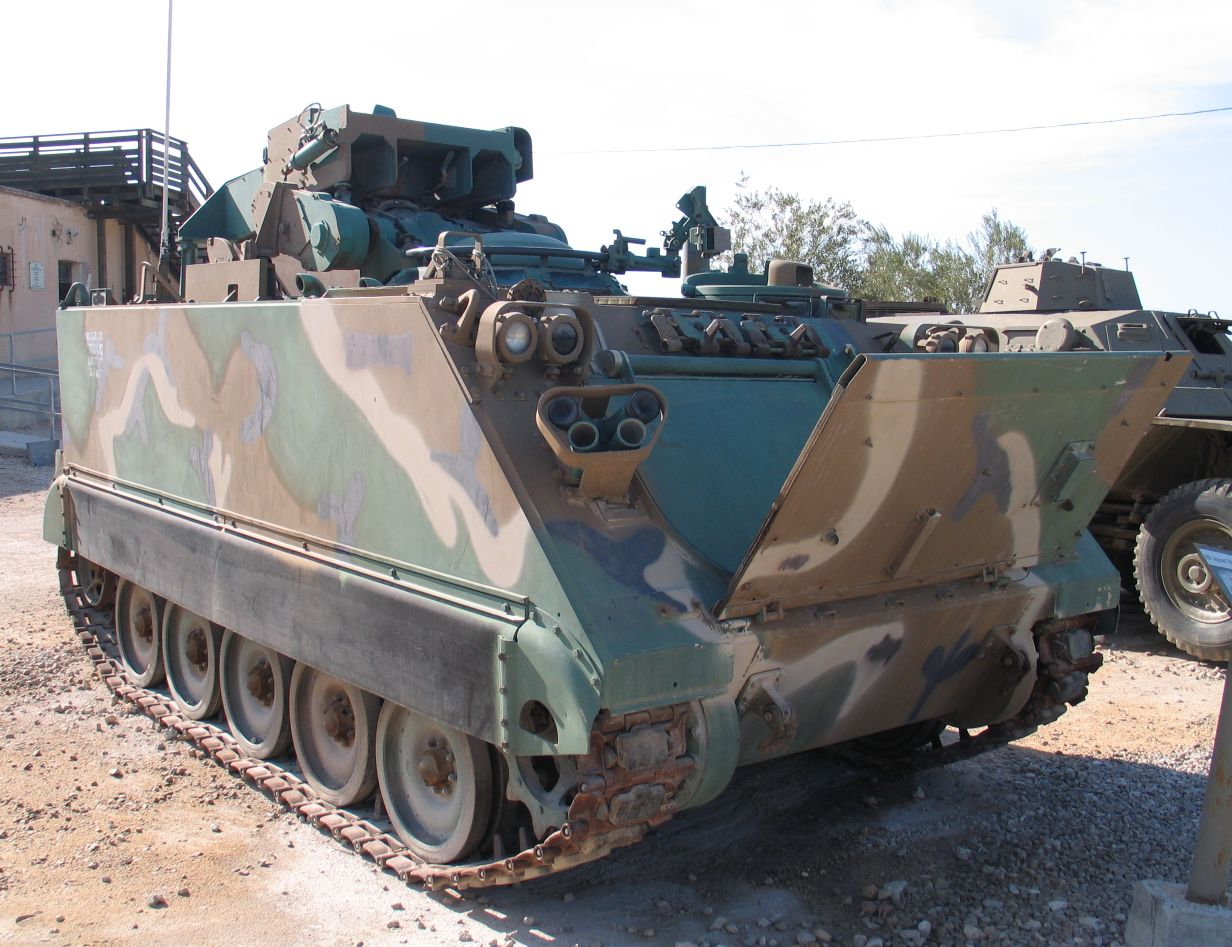
Auf dem M113 basierender Raketenjagdpanzer M901

Seit dem Modell M113A1 (1964) werden die Fahrzeuge von einem Zweitakt-Dieselmotor über ein dreistufiges Automatikgetriebe angetrieben. Das ursprüngliche von einem Ottomotor angetriebene Modell ist nicht mehr in Gebrauch. Der wassergekühlte Zweitakt-V6-Dieselmotor von General Motors (später ausgegliedert und umbenannt in Detroit Diesel Corporation, DDC) liefert eine Leistung von 156 kW (M113A1 und M113A2) bzw. 202 kW (M113A3). Der Gaswechsel dieser Zweitakt-Dieselmotoren wird von einem Roots-Spülluftgebläse ermöglicht und ist keine Aufladung, denn ohne dieses Gebläse kann der Motor nicht arbeiten. Die nur leicht komprimierte Luft von maximal 0,6 bar strömt über je 18 Einlassschlitze, die kurz vor dem unteren Totpunkt des Kolbens öffnen, aus der Luftkammer in der Mitte der Zylinderbänke in die Zylinder und spült die Verbrennungsgase über vier Auslassventile in den Abgaskrümmer.
Darüber hinaus hat der Motor eine Kaltstartvorrichtung (bestehend aus Zündspule, Zündkerze, Luftpumpe und Magnetabsperrventil). Diese ermöglicht einen Kaltstart im Bereich von +5 °C bis −32 °C. Durch diese Vorrichtung wird Luft vermischt mit Dieseltreibstoff durch eine Düse in die Luftkammer gespritzt und mit der Zündkerze gezündet. Die Kammer erwärmt sich und beim anschließenden Startversuch ist dadurch auch die Spülluft vorgewärmt. Der Motor kann dadurch auch bei tiefen Temperaturen gestartet werden.
Der Motor ist mit dem Übertragungsgetriebe gekoppelt. Über dieses werden das Automatikgetriebe, der Generator, die Ölpumpe für die Rampenhydraulik, die Ölpumpe für die Kühlung des Lenkdifferentials sowie das Kühlluftgebläse angetrieben. In der Kraftübertragung folgt dem Übertragungsgetriebe der Drehmomentwandler mit automatischer Überbrückungskupplung.
An den Drehmomentwandler ist das Automatikgetriebe angeschlossen. Das Schaltgetriebe hat drei Vorwärtsgänge und einen Rückwärtsgang. Vier Fahrstufen sind vom Fahrer wählbar. Stufe I verwendet nur den ersten Gang, um die Motorbremse in einem Gefälle auszunutzen. Stufe I–II wählt zwischen dem ersten und dem zweiten Gang, um in hügeligem Gelände anzufahren und leicht vorwärtszukommen, ohne den ersten Gang allein zu belasten. Die dritte Schaltstufe I–III schaltet zwischen allen drei Gängen hin und her. Diese Schaltstufe bietet sich bei mäßigem bis leichtem Gelände an, und schließlich ist Schaltstufe II–III für das Fahren im Straßenverkehr vorgesehen, da das Getriebe dann nur zwischen dem zweiten und dem dritten Gang hin und her schaltet, um sich im Verkehr flüssig bewegen zu können. Kreuzgelenkwellen übertragen die 156 kW über Winkeltriebe, Lenkdifferential und die Seitenantriebe zu den Antriebszahnkränzen, die in die Gleiskette eingreifen.
Da der M113 aus einer Aluminiumlegierung (Wandstärke max. 44 mm) gefertigt wird, reicht die relativ geringe Motorleistung aus. Das geringe Gewicht des M113 ermöglicht eine hohe Zuladung. In der Standardversion mit der alten Kette (Typ 213B) sowie der alten Brems- und Lenkanlage war er schwimmfähig.

### Fahrwerk
Das Kettenlaufwerk hat auf jeder Seite ein vorderes Antriebsrad, fünf drehstabgefederte Laufrollen und ein hinteres Führungsrad. Bei Überlastung können einzelne Drehstäbe brechen, jedoch bleibt der M113 noch fahrtüchtig. Um Beschädigungen der Fahrbahn zu vermeiden, tragen die einzelnen Glieder der Gleiskette Kettenpolster. Von ihnen können zehn Stück pro Kette bei entsprechender Witterung gegen Schneegreifer aus Metall ausgetauscht werden.

### Bremsen

#### Lenkbremse
Bis zur Version M113A3 besitzen alle Fahrzeuge eine Lenkbremse. Der Fahrer zieht einen Bremshebel und verlangsamt dadurch eine Kette. Zieht er beide Hebel, bremst das Fahrzeug ab. Gerade im Gefälle und bei hohen Geschwindigkeiten neigen die Bremsbänder aus Mineralfasern zur Überhitzung und Verglasung. Löst der Fahrer die Bremse in kurzen Abständen (das sogenannte „Sägen“), so kann Öl die Bänder kühlen. Die Servolenkung ab Modellreihe M113A3 beseitigt diese Einschränkung zum Preis einer indirekten und zu weichen Steuerung. Das Überhitzungsproblem lösen zwei zusätzliche Ölpumpen, die über ein Magnetrelais gesteuert werden und die Bremsbänder mit Öl bespritzen. Der Fahrer hat zudem immer die Möglichkeit, die Bremskraft des Motors über einen Wechsel der Fahrstufe zu steuern (Motorstaubremse).

#### Wendebremse (oder alte Notbremse)
Der M113A1 verfügte auch über zwei einzeln von Hand zu betätigende Handbremshebel, die unter den Fahrerwinkelspiegeln angebracht sind.
Diese Handbremshebel betätigen einzeln je eine Scheibenbremse, die direkt auf den vorderen Zahnkranzantrieb links und rechts wirkt.
Auf festem Untergrund ist diese Bremse zum „Wenden um eine Kette versetzt“ vorgesehen. Bei weichem Untergrund kann das Betätigen der Wendebremse zum Abfahren der Antriebskette führen. Der M113 kann nicht wie andere Panzer durch entgegengesetztes Drehen der Ketten auf der Stelle wenden.
Diese zwei Bremshebel sollten beim Ausfall der Lenkbremse als Notbremse dienen und mussten mit sehr viel Gefühl betätigt werden, um nicht durch ungleichmäßiges Bremsen von der Fahrbahn abzukommen. (Siehe auch tiefer Bilder Fahrerplatz M113 A1/A2)

#### Bremseinrichtung in späteren Versionen
Die Versionen neuer als A3 verfügen zusätzlich über eine Notbremse. Links vom Gaspedal befindet sich ein Bremspedal, das bei kräftiger Betätigung die Blockierung beider Raupen bewirkt. Dazu ist nach dem Lenkdifferentialgetriebe je eine Bremsscheibe eingebaut. In diesem Fall wird das Fahrzeug so stark abgebremst, dass das Heck und die hinteren drei Laufräder in die Luft gehoben werden. Das Antriebsrad reicht bis zum Boden, und das erste Laufrad wird so stark gestaucht, dass es sich in einer Linie mit zweitem Laufrad und Antriebsrad befindet.

### Kühlung
Als Motorkühlung dient eine ungewöhnliche Kombination aus Thermosiphonkühlung und Zwangsumlaufkühlung. Radiator, Lüfter und Wasserpumpe bilden den ersten Kreislauf mit Zwangsumlauf. Der Motorkreislauf ist bei kaltem Motor ein Kurzschlusskreislauf ohne Umlauf. Erst beim Erreichen der Betriebstemperatur öffnet das Thermostat, und die beiden Kreisläufe vermischen sich durch Konvektion. Das neue Lüfterkonzept der Modellreihe M113A2 beseitigte bis dahin bestehende Überhitzungsprobleme.

### Fahrverhalten
Der M113 kann mit nur einem beschädigten Rad nicht mehr fahren, auch wenn die Kette noch intakt ist. Sollte ein Rad brechen oder eine Kette reißen oder abspringen, so zeigt der M113 ein sehr problematisches Fahrverhalten. Der Fahrer muss sofort in den Leerlauf schalten und das Fahrzeug in einer langen Kurve ausrollen lassen. Jeder Lenk- oder Bremsversuch führt fast unweigerlich zu einem Überschlag des Fahrzeuges. Im Falle eines Überschlages neigt der M113 dazu, Feuer zu fangen, daher ist es sehr wichtig, dass der Fahrer den Motor sofort abstellt und den Hauptschalter umlegt.

## Modellfamilie

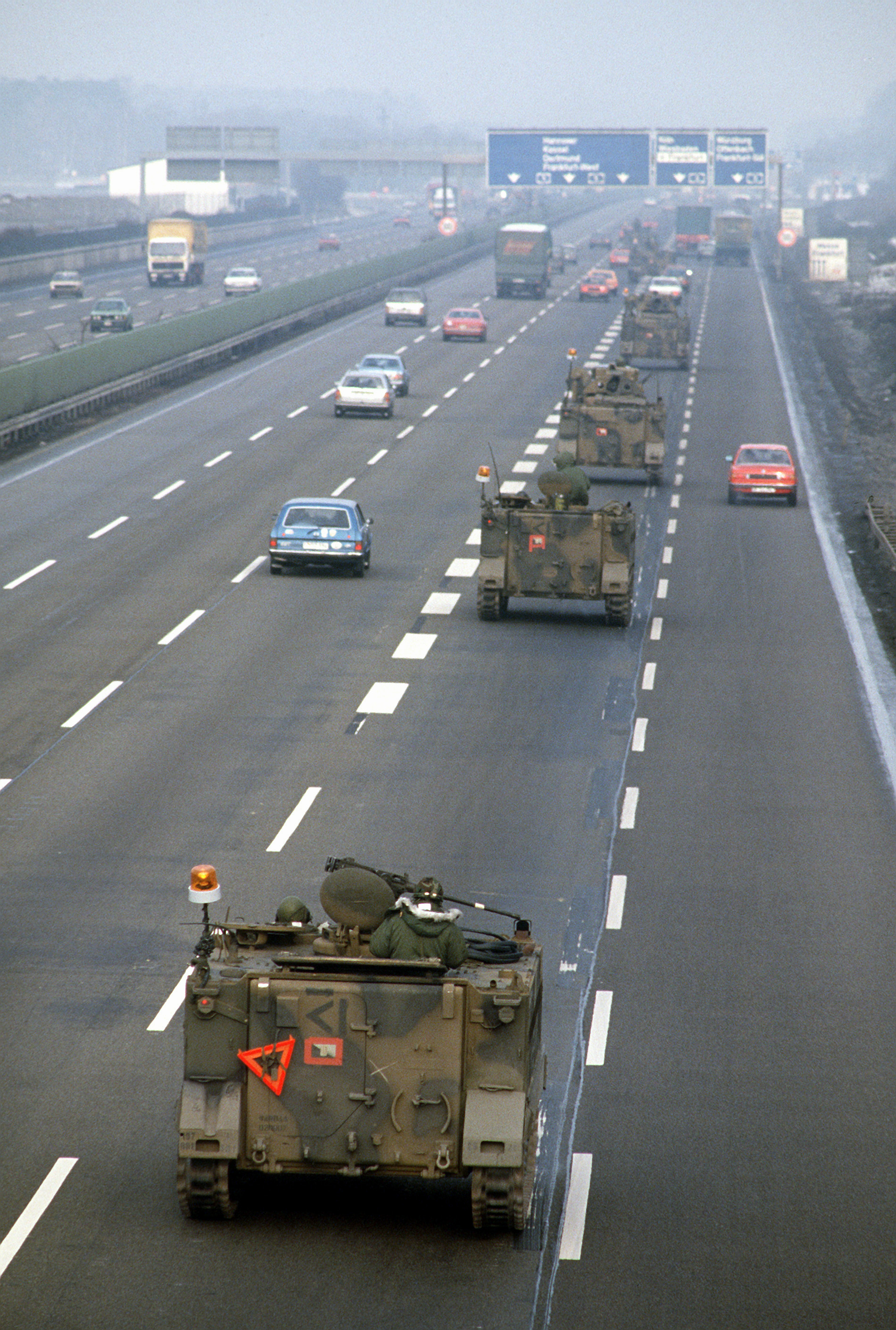
US-amerikanische M113-Transportpanzer auf der Autobahn in der Nähe von Frankfurt am Main im Rahmen des Manövers REFORGER '85 (Januar 1985)

Hier sind Modelle aufgeführt, die auch von den Streitkräften der Vereinigten Staaten verwendet werden oder wurden. Die bei der deutschen Bundeswehr eingesetzten Modelle werden weiter unten beschrieben.

### M113
Die Originalversion des M113 war eine kleine Revolution auf dem Gebiet der gepanzerten Truppentransporter. Er konnte elf Infanteristen unter dem Schutz der Panzerung durch ein Kampfgebiet befördern, war schnell, leicht, schwimmfähig und konnte per Flugzeug transportiert werden. Das Fahrzeug war so erfolgreich, dass schon von der ersten Version Modellvarianten abgeleitet wurden.

#### Modellvarianten
- M132 Flammenwerfer
- M577 Kommandofahrzeug
- M106 mortar carrier Mörserträger mit 107-mm-M30-Mörser
- M113 Green Archer Radargerät zur Aufklärung von Mörsern und steilfeuernden Haubitzen
- M113 ABRA M113 mit einem Radargerät zur Gefechtsfeldüberwachung

#### Daten
- Jahr: 1960
- Gewicht: leer 9212 kg, kampfbereit 10.668 kg
- Höchstgeschwindigkeit: 60 km/h
- Reichweite: 322 km
- Kraftstoff: Benzin
- Leistung: 156 kW (209 PS)
- kW pro Tonne: 14,6
- Panzerung:
  - vorne 3,8 cm bei 45°
  - seitlich 3,8–4,5 cm bei 90°
  - kaltgewalzte Aluminium-Magnesium-Legierung (5083 und 5086/H32)
- Beschleunigung von 0 auf 32 km/h: 12,0 Sekunden
- Wendekreis: 7 m
- Grabenquerung: 1,68 m
- maximale Steigung: 60 %
- maximale Seitenneigung: 30 %
- Bremsweg: 12,2 m
- Bodendruck der Kette: 5,17 t/m²

### M113A1
Die A1-Verbesserung des M113 beschränkte sich im Wesentlichen auf die Umrüstung auf Diesel; der M113A1 erhielt einen Zweitakt-Diesel vom Typ 6V53 des amerikanischen Herstellers Detroit Diesel mit einem Roots-Gebläse und einem neuen Getriebe. Die schon vorhandenen M113 und ihre Varianten wurden auf den A1-Standard umgerüstet. Es kamen weitere Varianten dazu, die die Einsatzmöglichkeiten des M113A1 erweiterten.

#### Modellvarianten
- M548 Nachschubtransporter

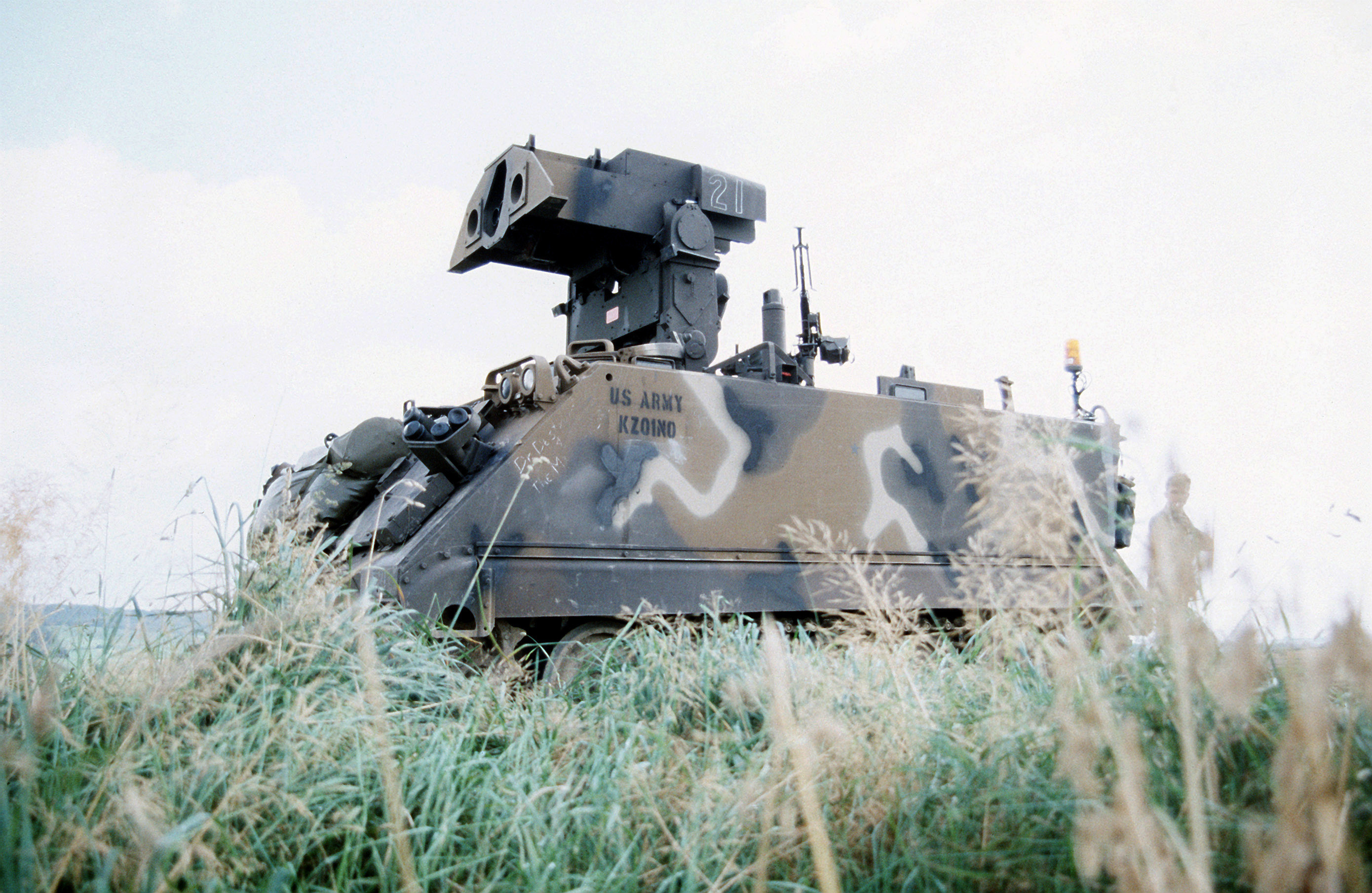
M901 Panzerjäger Improved TOW Vehicle (ITV) (1985)

- M163 „Vulcan“ Flakpanzer mit 20-mm-Gatling-Kanone
- M58 Variante mit einem Wolf-Rauchgenerator, der einen Rauchvorhang für 90 Minuten bildet, wovon dieser 30 Minuten auch vor IR-Sichtgeräten schützt
- M106 107-mm-Mörser-Träger mit einem M30-Mörser
- M125 81-mm-Mörser-Träger; wie M106, jedoch mit M29-Mörser
- M132 Gepanzerter Flammenwerfer; kleiner Turm mit einem M10-8-Flammenwerfer und einem koaxialen M73 MG
- M474 Transporteinheit für die Pershing 1 (taktische Nuklearwaffe)
- M730 „Chaparral“ FlaRak-Starter mit vier Sidewinder-Lenkwaffen
- M577 Führungs- und Funkpanzer mit erhöhtem Kastenaufbau und Anbauzelt
- M579 „Fitter“, Kranpanzer mit leichtem Schwenkarm-Kran
- M667 Transportfahrzeug für die ballistische Kurzstreckenrakete mit Nuklearsprengkopf MGM-52 „Lance“
- M668 Nachschubfahrzeug auf Basis des M548 für den M667
- M727 Transport- und Startfahrzeug für MIM-23 „Hawk“-Flugabwehrraketen
- M752 Startfahrzeug für die MGM-52 „Lance“
- M901 Panzerjäger Improved TOW Vehicle (ITV) mit einem M220A1-Zwillings-Werfergestell mit 2 × BGM-71-TOW-PAL
- M981 Fire Support Team Vehicle (FISTV), vorgeschobenes Artilleriebeobachtungsfahrzeug mit ähnlichem Turm wie M901
- M1059 „Lynx Smoke Generator Carrier“ (SGC); Rauchgenerator-Aufsatz
- M1064 120-mm-Mörser-Träger mit einem M121-Mörser
- M1068 Verbesserte Variante der M577

#### Daten
- Jahr: 1964
- Gewicht: leer 9740 kg, kampfbereit 11.215 kg bzw. bei Kampfbeladung 11.340 kg
- Höchstgeschwindigkeit: 60 km/h auf der Straße und 3,6 km/h im Wasser (Schwimmfähigkeit nur mit alter Kette 213B sowie mit alter Lenk- und Bremsanlage sowie ausgeklapptem Schwallbrett aus Holz das für zusätzlichen Auftrieb sorgte.)
- Reichweite: 483 km
- Motor: Sechszylinder-V-Motor (Zweitakt-Dieselmotor)
- Verbrauch: 70 l/100 km auf der Straße, bis 140 l/100 km im Gelände
- Leistung: 156 kW (212 PS)
- Leistung/Gewicht: 12,65 kW/t
- Beschleunigung von 0 auf 32 km/h: 10,5 Sekunden
- Wendekreis: 4,27 m
- Bodenfreiheit: 0,41 m
- Grabenüberquerung: 1,40 m
- Kletterfähigkeit: vorwärts: 0,61 m; rückwärts: 0,35 m
- maximale Steigung: 60 %
- maximale Seitenneigung: 30 %
- maximale Wattiefe: 1,20 m bei maximaler Flussgeschwindigkeit von 2 m/s
- Bremsweg: 13,9 m
- Bodendruck der Kette: 5,38 t/m²
- MLC-Klasse (militärische Lastenklasse): 13 (je nach Variation auch 12)

### M113A2
1979 wurde der M113A2 vorgestellt. Er unterscheidet sich vom A1 durch eine verbesserte Motorkühlung und ein verbessertes Fahrwerk. Auch von diesem Modell wurden Varianten abgeleitet und ältere Modelle nachgerüstet.

#### Modellvarianten
- M901 TOW-Lenkraketenträger (ITV = Improved TOW Vehicle)
- M981 FISTV = Fire Support Team Vehicle
- M1015 IEW

#### Daten
- Jahr: 1979
- Gewicht: leer 9800 kg, kampfbereit 10.140 kg
- Höchstgeschwindigkeit: 60 km/h
- Reichweite: 480 km
- Kraftstoff: Diesel
- Leistung: 156 kW (212 PS)
- kW pro Tonne: 15,4
- Beschleunigung 0 auf 32 km/h: 11,0 Sekunden
- Wendekreis: 4,27 m
- Grabenquerung: 1,68 m
- maximale Steigung: 60 %
- maximale Seitenneigung: 30 %
- Bremsweg: 1,92 m
- Bodendruck der Kette: 0,55 kg/cm²

### M113A3
Im Zweiten Golfkrieg stellte sich heraus, dass die M113A2 große Probleme hatten, mit den M1-Abrams-Panzern der Kampfgruppen mitzuhalten. Sie waren im Vergleich untermotorisiert und konnten so die Geschwindigkeit des M1 nicht halten. Daher wurde neben anderen Modifikationen der Einsatz eines stärkeren Motors notwendig.
Alle vorhandenen Fahrzeuge der M113-Familie werden auf den M113A3 RISE-Standard (Reliability Improvements for Selected Equipment = Zuverlässigkeitsverbesserung ausgewählter Teile) aufgerüstet. Dieser umfasst weiter verbesserten Antrieb, verbesserte Fahrzeugsteuerung, verbesserte Bremsen, verstärkte Fahrgastzelle, externe Treibstofftanks und Batterien mit erhöhter Kapazität. Die externen Tanks machen im Innenraum 0,45 m³ Platz frei und senken das Feuerrisiko für die Mannschaft. Es wurden auch Halterungen für modulare Zusatzpanzerung angebracht.

#### Modellvarianten
- M1069 Nebelwerfer
- M1064 120-mm-Mörser-Träger
- M1068 Kommandofahrzeug (SICPS = Standard Integrated Command Post System)
- OSV „Opposing Forces Surrogate Vehicle“: Nachempfundener russischer BMP-2 für Trainingszwecke
- M58 Wolf Nebelwerfer

#### Daten
- Jahr: 1987
- Länge: 4864 mm
- Breite: 2686 mm
- Höhe: 2197 mm
- Bodenfreiheit: 406 mm
- Gewicht
  - kampfbereit: 12.329 kg
  - maximal: 14.061 kg
  - leer: 10.832 kg
  - lufttransportfertig: 10.037 kg
- Besatzung: 2 plus 11 Infanteristen
- Treibstofftanks: 360 Liter
- Bodenandruck: 0,60 kg/cm²
- Höchstgeschwindigkeit: 66 km/h
- Schwimmgeschwindigkeit: 5,8 km/h
- Reichweite: 483 km
- Wendekreis: auf der Stelle bis unendlich weit
- Steigung max. 60 %
- Seitenneigung max. 40 %
- Grabenquerung 168 cm
- Motor:
  - Modell: Detroit Diesel 6V53T
  - Hubraum: 5,2 Liter
  - Treibstoff: Diesel (DF2)
  - Leistung: 202 kW (275 PS)
  - 14,86 kW pro Tonne
- Getriebe, automatisch: hydrokinetisches Allison X200-4B
- Lenkung: hydrostatische Servolenkung
- Bremse: Mehrscheiben-Nassbremse
- Fahrwerk:
  - Federung: Schraubenfedern
  - Räder: 5 pro Seite mit 61 cm Durchmesser
  - Kette: Scharnierkette, abnehmbare Gummipolster
  - Kettensegmente: 63 links, 64 rechts
  - Länge Kettensegment: 15,2 cm
  - Breite Kette: 38 cm
  - Stoßdämpfer: 3 pro Seite
  - Federweg: 22,9 cm
- Lichtmaschine: 200 Ampere (300 Ampere optional), 24 Volt
- Batterien: 4 Typ 6TL, 120 Amperestunden, 12 Volt je Batterie
- Munition cal. 50 MG: 2000 Schuss
- Panzerung:
  - Hülle: 5083 Aluminium
  - außen anbringbare Zusatzpanzerung: Stahl, Reaktivpanzerung
  - Minenschutz: Stahl
  - MG-Schild: Stahl
  - Splitterschutz: Composit
- Feuerlöscher: Kohlendioxid, 2,3 kg fest im Motorraum, 2,3 kg tragbar in Kabine

### Neuentwicklungen
Über den A3-Standard aufgerüstete M113 sind bei vielen Staaten im Gebrauch, darunter die Türkei, Israel, Brasilien und Taiwan. Unter anderem existiert eine Vielzahl von Zusatzpanzerungen verschiedensten Typs, die je nach Bedarf und Anforderungsprofil angebracht werden können, um den Grundschutz gegen Beschuss mit Kaliber 7,62 mm zu erhöhen. Die israelische Firma Rafael hat auch eine Reaktivpanzerung für den M113 im Programm.

#### MTVL
Das MTVL (Mobile Tactical Vehicle Light) – auch M113A4 genannt – basiert auf dem M113A3. Es ist 86 Zentimeter länger und hat auf jeder Seite ein zusätzliches Rad (sechs statt fünf). Das Fahrzeug wurde von der Firma United Defense entwickelt. Es bietet 50 % mehr nutzbaren Innenraum als das Vorgängermodell und ist durch längere Kettenlinie und stärkeren Motor (400 PS) geländegängiger und schneller – und damit in der Lage, selbst mit vielen Kampfpanzern bei der Geländefahrt mitzuhalten.

#### ESV
Das ESV (Engineering Squad Vehicle) soll eine achtköpfige Pioniergruppe nebst Ausrüstung preiswert und sicher über das Schlachtfeld transportieren. Dazu wurde die Panzerung auf die Stärke des M2 Bradley (M2A2) erhöht. Der Rauminhalt unter Panzerung wurde ebenso wie die Zuladung um 30 % erhöht und die Geländegängigkeit um 50 % auf das Niveau des M1 Abrams oder M2 Bradley angehoben.
Das Fahrzeug kann durch verschiedenes Zubehör, wie den Vulcano-Minenwerfer oder ein Minenräumgerät, sowohl für defensive wie auch offensive Einsätze konfiguriert werden. Es ist geplant, 332 dieser Fahrzeuge zu beschaffen.

#### HAZMAT
HAZMAT steht für Hazardous Materials Recovery Vehicle („Fahrzeug für die Bergung von Gefahrgut“). Da überzählige M113 zur Verfügung stehen, wird über zivile Nutzungsmöglichkeiten bzw. die Nutzung durch andere Regierungsstellen nachgedacht. Ein Ansatz, der von der Firma United Defense mit dem NASA/AMES-Forschungszentrum entwickelt wurde, sieht vor, eine verlängerte M577A3-Hülle mit einer leichten Bulldozer-Schaufel und einem hydraulischen Manipulatorarm auszustatten. Dieses mit Strahlungsschilden und einem durch Überdruck umweltunabhängigen Lebenserhaltungssystem ausgestattete Fahrzeug soll bei der Bergung von giftigen, strahlenden oder biologisch gefährlichen Stoffen eingesetzt werden. Das Fahrzeug ist mit einer leuchtenden, chemikalienresistenten Farbe gestrichen und bietet die volle Geländegängigkeit des M113. Das Fahrzeug wird mit der Lockheed C-130 Hercules lufttransportfähig sein, um es schnell zu Unfallstellen bringen zu können.

#### IFVL
Das Infantry Fighting Vehicle Light (‚leichter Schützenpanzer‘) basiert auf dem MTVL-Chassis und ist mit einer in einem Turm montierten, hydraulisch stabilisierten 25-mm-Maschinenkanone und einem 7,62-mm-Maschinengewehr ausgestattet. Das Fahrzeug hat einen gegenüber dem normalen M113A3 stärkeren 6V53TIA-Dieselmotor mit elektronisch gesteuerter Einspritzanlage und 400 PS. Das Getriebe ist das normale X200-4B. Das Fahrzeug ist mit Halterungen für austauschbare bzw. erweiterbare Panzerung ausgestattet, um die Panzerung der Bedrohungssituation anzupassen und Verbesserungen auf dem Gebiet des Panzerschutzes leichter anwenden zu können. Das IFVL kann ohne Umbauten in einer C130 transportiert werden und ermöglicht bei einer Besatzung von zwei oder drei Soldaten den Transport von zehn Infanteristen.
Durch eine hohe Teileübereinstimmung mit dem M113 bzw. MTVL ist das IFVL kostengünstig in der Herstellung und im Unterhalt und vereinfacht die Nachschublogistik.

## Der M113 im Einsatz bei der Bundeswehr

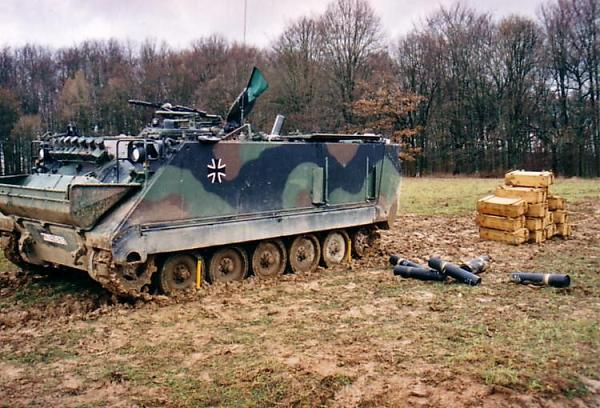
Mörserträger M113 A1 (EFT) GE in Feuerstellung

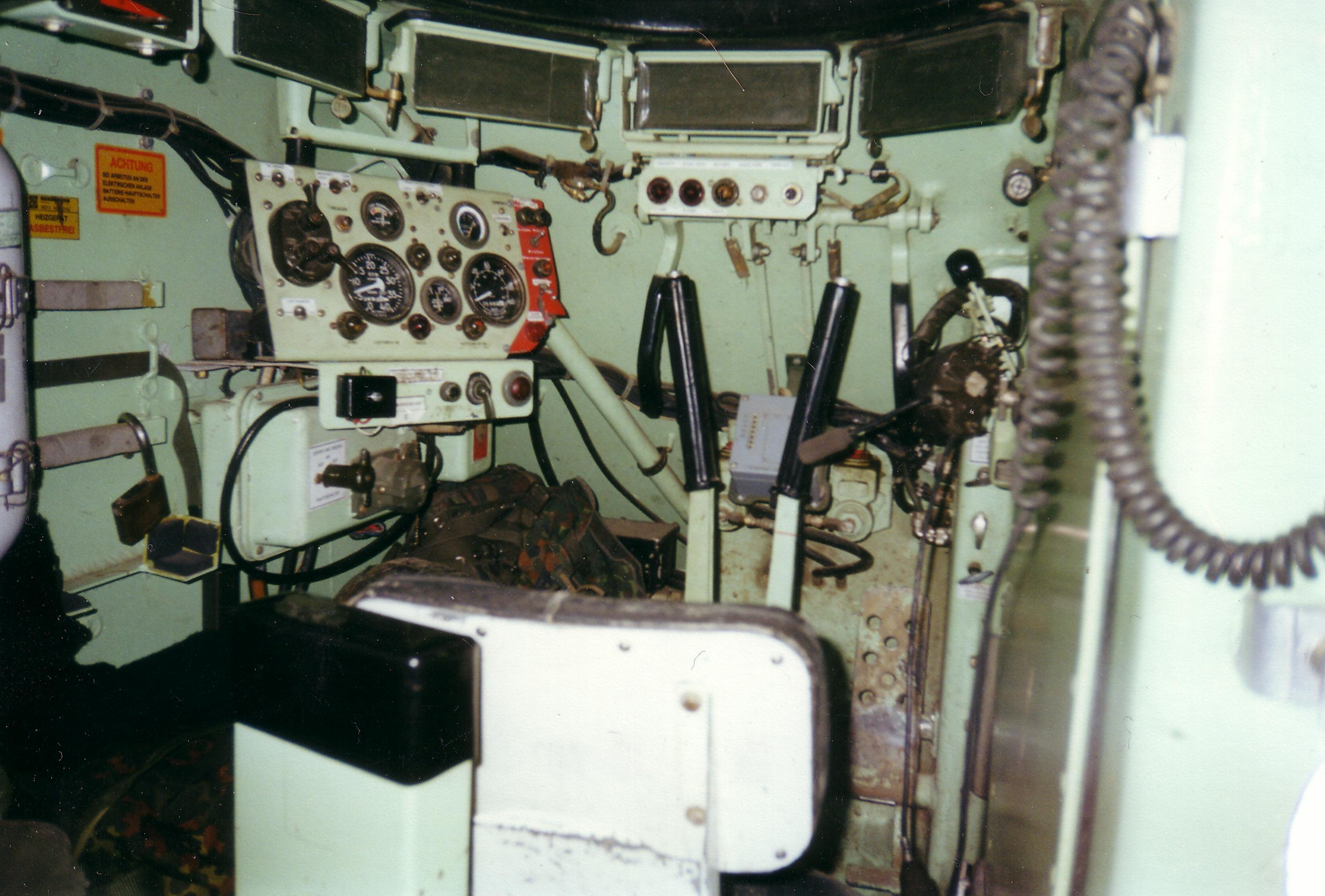
Fahrerplatz eines M113 A1/A2 mit Lenkbremshebel und alter
Wendebremse vor der NDV 2

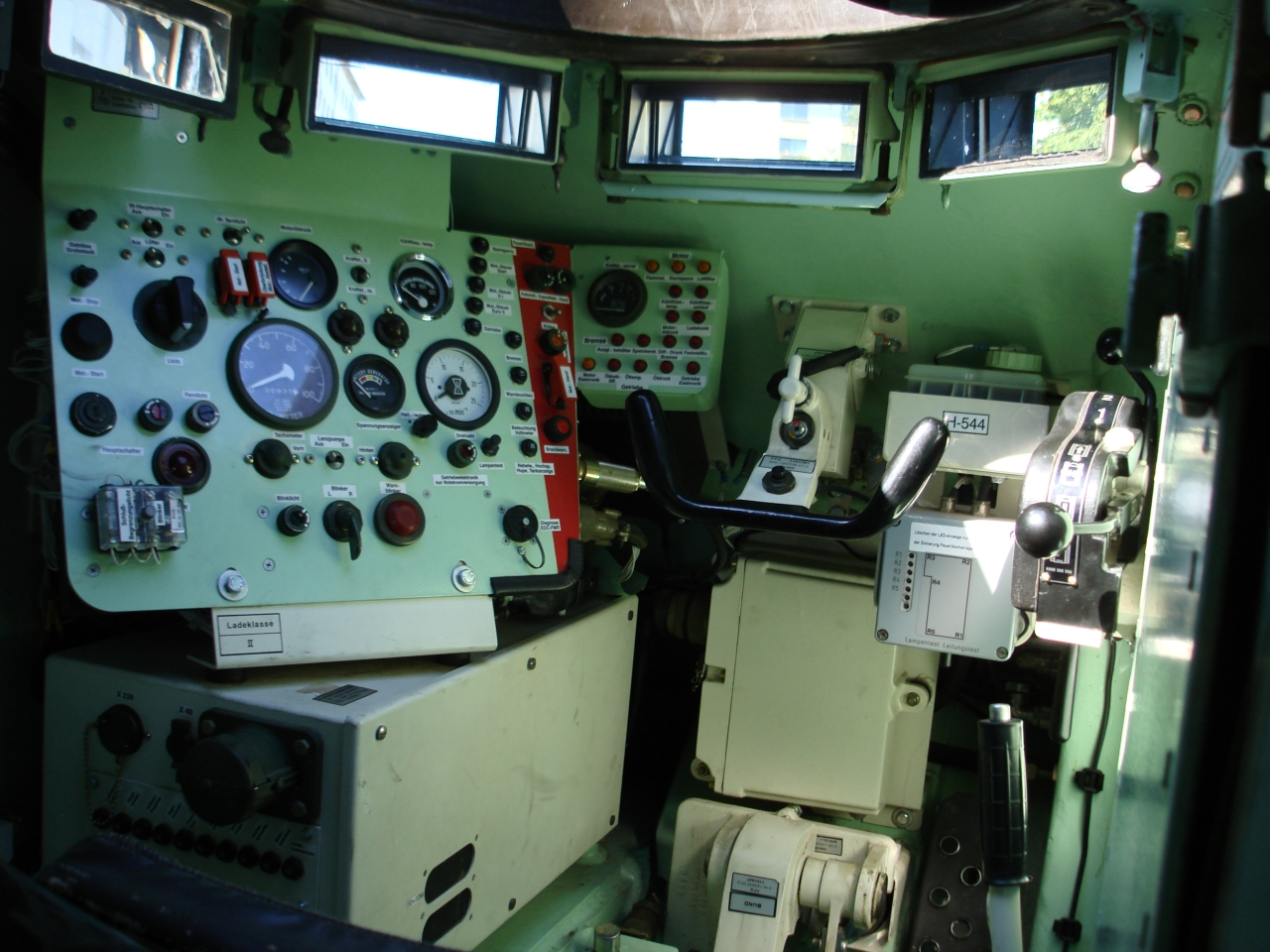
Fahrerplatz eines M113 mit NDV 2

Die Bundeswehr beschaffte bis in das Jahr 1985 rund 4000 Fahrzeuge und setzte diese beim Heer mit unterschiedlichen Rüstsätzen ein. Die ersten 1132 M113 entsprachen dem US-Modell mit Vergasermotor und erhielten die Typenbezeichnung Mannschaftstransportwagen (MTW) M113. Mit der Umrüstung auf deutsche Anforderungen (deutsche Beschriftung am Fahrzeug, Optik, Funkanlage, Bewaffnung, Nebelmittelwurfanlage, Verbindergleiskette (Diehl – Typ 213 B), Beleuchtungsanlage nach StVZO, Feuerwarn- und Löschanlage mit 5,5 kg Halonlöschmittel, Heiz- und Belüftungsanlage von Webasto) wurde der Typenbezeichnung ein G für Germany hinzugefügt. Ab 1965 wurden alle neuen MTW M113 mit Dieselmotor ausgeliefert, die bis dahin gekauften 3400 MTW wurden ab 1974 umgerüstet. Durch den neuen Detroit-Diesel Typ 6V 53 mit 6 Zylindern, 5220 cm³, 154 kw (210 PS) wurde das Fahrzeug um 400 kg schwerer. Die Typenbezeichnung änderte sich zu M113 A1 G.
In den Jahren 1969 bis 1973 und 1977 bis 1978 wurden 494 Fahrzeuge zu Panzermörsern umgerüstet. Die Divisions- und Brigadestäbe erhielten ab 1975 220 M577 A1 als mobile Gefechtsstände. Die Basis für den Typ bildete der M113 A1. Weitere Derivate waren das in den 1970er-Jahren eingesetzte Transport- und Ladefahrzeug M688 sowie das Startfahrzeug M752 für das Boden-Boden-Raketensystem Lance. In den 1980er-Jahren erhielten die Panzerpioniere den Minenwerfer M548 A1 G Skorpion, der auf dem Fahrgestell des M113 basiert.
Auch der MTW wurde Kampfwert- und Leistungssteigerungen unterzogen. Hauptänderungen Ende der 1980er Jahre waren die Saugluftkühlanlage des Dieselmotors und der Anbau von zwei Außentanks (EFT) am Fahrzeugheck. Aufgrund des erhöhten Gesamtgewichtes um weitere 468 kg wurde der M113 für den Schwimmbetrieb gesperrt. Statt des nun überflüssigen Schwallbretts wurde ein Staukorb montiert. Diese umgerüsteten Fahrzeuge trugen die Bezeichnung M113 A2 G oder M113 A2 G (EFT).
Ende der 1990er-Jahre wurde der MTW M113 als Mannschaftstransportwagen ausgemustert und durch den Schützenpanzer Marder und Transportpanzer Fuchs ersetzt. Der M752 und M668 wurden mit dem Raketensystem Lance ebenfalls ausgemustert. Die restlichen Fahrzeuge mit Zusatzausrüstungen zeigten durch ihre Kampfwertsteigerungen Sicherheitsmängel im Fahrwerks- und Bremsbereich. Die geplanten Änderungen des BMVg auf ein neues Antriebs-, Lenk- und Bremssystem konnten aus finanziellen Gründen nicht durchgeführt werden. Darauf entwickelte das Flensburger Unternehmen FFG zwei Vorschläge zur Nutzungsdauerverlängerung (NDV).
Die Fahrzeuge Führungsfunkpanzer (FüFuPz), Schreibfunkpanzer VHF (SchrFuPz), Fliegerleitpanzer (FlgtLtPz), Richtfunkpanzer Multiplex (RiFuMuxPz), Trägerfahrzeug Green Archer (TrgFz GREEN ARCHER) und Beobachtungspanzer Artillerie (BeobPzArt) wurden keiner NDV unterzogen, weil die Nutzungsdauer bald oder schon erreicht war.
Von den ursprünglich 4000 Exemplaren befanden sich 2008 noch 555 Fahrzeuge im Bestand der Bundeswehr, die aktiv genutzt wurden. In der Sanitätstruppe wurden die letzten M113 (KrKw) Ende 2010 außer Dienst gestellt.

### Nutzungsdauerverlängerung 1 und 2
Die Nutzungsdauerverlängerung 1 (NDV 1) wurde auf alle noch im Dienst befindlichen M113 mit einem Gesamtgewicht unter 12,5 t angewendet. Hauptänderungen waren ein Zwei-Kreis-Bremssystem mit kombinierter Betriebs- und Feststellbremse, einem neuen Fahrerstand inklusive Steueranlage und einer neuen Kette vom Typ 513 der Firma Diehl.
Die ersten Fahrzeuge des Loses 1 wurden 1996 bis 1999 umgerüstet. Einbezogen waren die Varianten Feuerleitpanzer Artillerie (FltPzArt), Feuerleitpanzer Mörser (FltPzMrs), Krankenkraftwagen (KrKw), Schreibfunkpanzer HF (SchrFuPz), Minenwerferfahrzeug (MiWFz) und Fahrschulpanzer (Schulpz).
Im Jahre 2001 folgte das Los 1 der NDV 2 für 275 Fahrzeuge über 12,5 t Gesamtgewicht. Die Umrüstung erfolgte für den Panzermörser (PzMrs), Gefechtsstandpanzer (GefStdPz), Trägerfahrzeug RATAC (TrgFz RATAC) und Trägerfahrzeug Rechnerverbund Artillerie (TrgFzRechnVbuArt). Die Änderungen umfassten einen neuen Dieselmotor MTU 6V 183TC22 mit 220 kW (300 PS) inklusive Kühlsystem, ein neues Lenkschaltgetriebe von ZF, das das Wenden auf der Hochachse ermöglicht, neue Ketten von Diehl (Typ 513) und ein neu gestalteter Fahrerstand. Mitte 2006 folgte Los 2 mit weiteren 56 Fahrzeugen. Insgesamt erhielten somit 331 M113 die Nutzungsdauerverlängerung 2.

## Modellvarianten der Bundeswehr
Mit angegeben ist jeweils der Status der Modellvariante.
| Modellvariante                                                                               | Status/Rüstungsstand                    |
| -------------------------------------------------------------------------------------------- | --------------------------------------- |
| Mannschaftstransportwagen (Jäger, bei den Panzergrenadieren mit Panzerabwehrlenkwaffe MILAN) | ausgemustert                            |
| Lenkraketenwerfer und Transportsystem für das System MGM-52 Lance                            | ausgemustert                            |
| Panzermörser 120 mm                                                                          | NDV 2                                   |
| Feuerleitpanzer Mörser                                                                       | NDV 1 und ausgemustert                  |
| Gefechtsstandpanzer                                                                          | NDV 2                                   |
| Fliegerleitpanzer                                                                            | keine NDV und ausgemustert              |
| Feuerleitpanzer Artillerie                                                                   | NDV 1                                   |
| Beobachtungspanzer Artillerie (Optronik)                                                     | keine NDV und ausgemustert              |
| Artilleriebeobachtungsradar ABRA bzw. Trägerfahrzeug RATAC                                   | NDV 2                                   |
| Geräteträger Rechnerverbund (ADLER) Artillerie                                               | NDV 2                                   |
| Schreibfunkpanzer HF                                                                         | NDV 1                                   |
| Schreibfunkpanzer VHF                                                                        | keine NDV und ausgemustert              |
| Artillerieaufklärungsradar Green Archer                                                      | keine NDV und ausgemustert              |
| Führungsfunkpanzer                                                                           | keine NDV und ausgemustert              |
| Richtfunkpanzer Multiplex                                                                    | keine NDV und ausgemustert              |
| Krankenkraftwagen                                                                            | NDV 1 (ersetzt durch GTK Boxer VwuTrsp) |
| Fahrschulpanzer                                                                              | NDV 1                                   |
| Minenwerferfahrzeug Skorpion                                                                 | NDV 1 und ausgemustert                  |

## Modellvarianten der Schweizer Armee

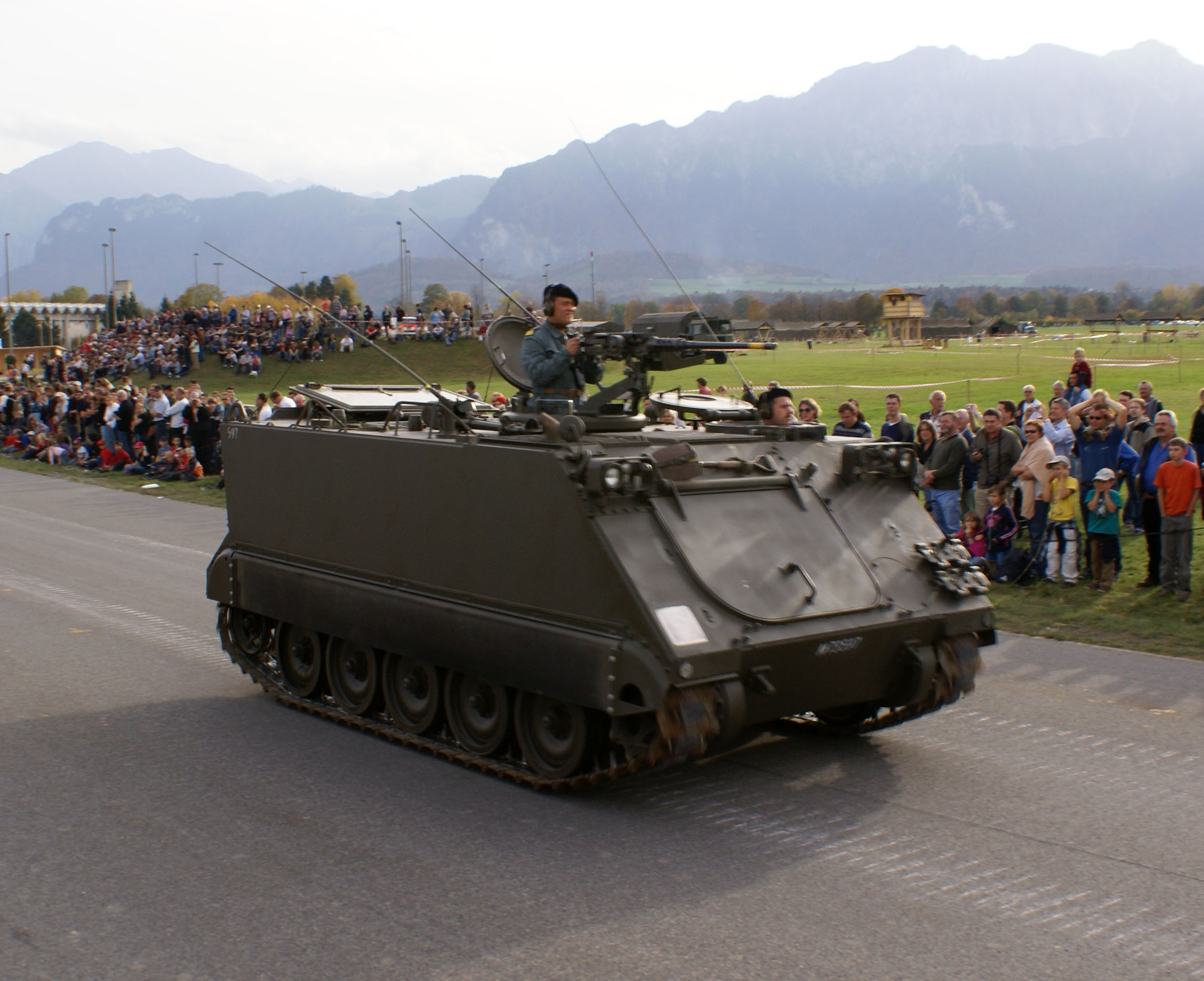
Spz 63

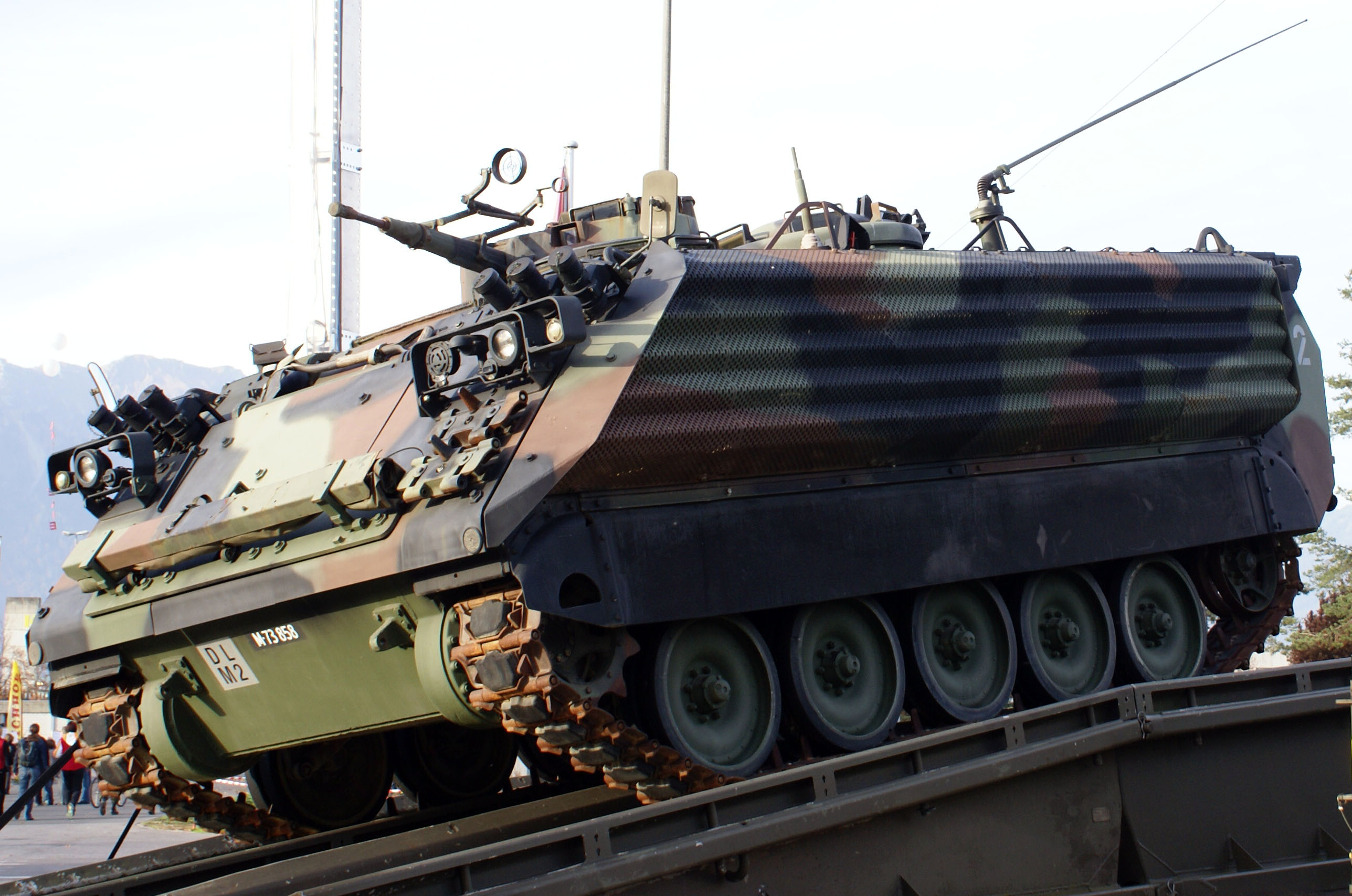
Spz 63/89

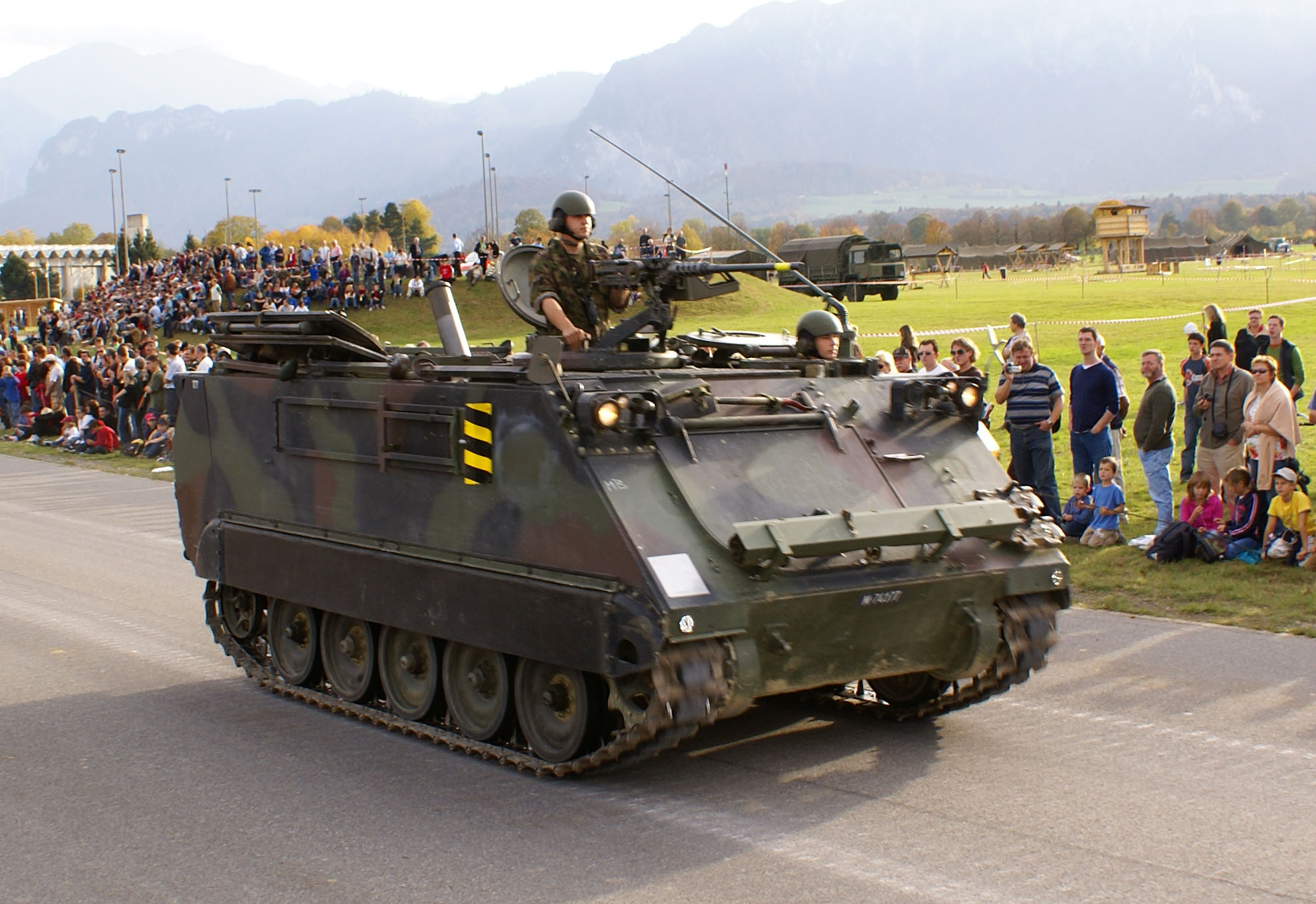
12 cm Pz Mw 64-91

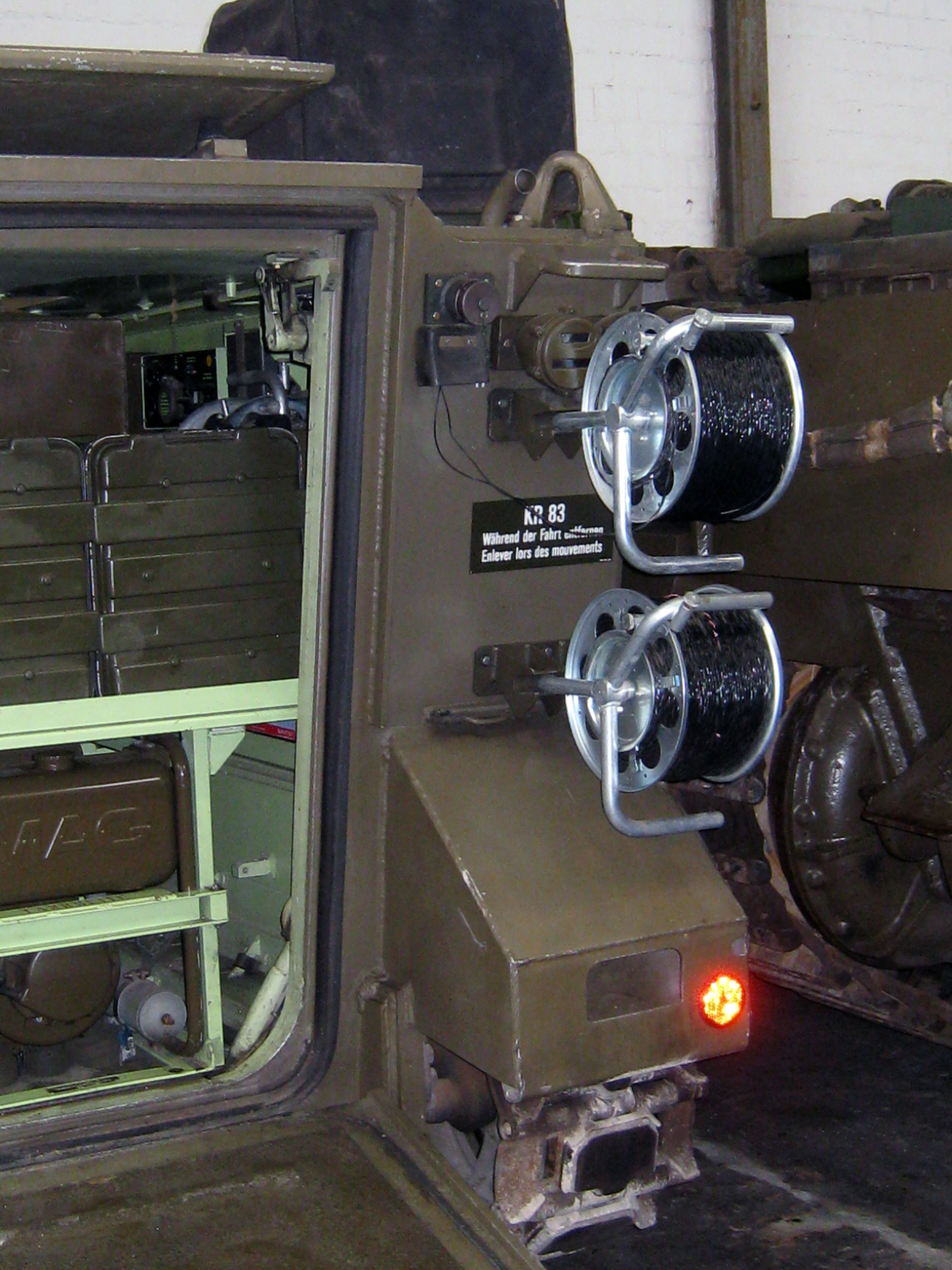
Uem Pz 63 mit Kabelrollen 83

- Schützenpanzer 63 (Spz 63) Basismodell, das auf dem M113A1 basiert und mit einem Drehkranz für das M2-12,7-mm-MG bewaffnet ist. Die Bezeichnung 63 ist in Bezug auf die Jahrzahl des Rüstungsprogramms (RP), in dem die Beschaffung dieses Systems beschlossen wurde. Weitere Bezeichnungen wie 63/73 beziehen sich auf das Jahr von Modifikationen des Systems. Die Pz-Flotte wurde in vier Tranchen beschafft, wobei man von Typen der Serie 1 bis 4 spricht.
- Minenwerferpanzer 64/91 (Mw Pz 64) mit 12-cm-Panzerminenwerfer 64 (120-mm-Mörser)
- Geniepanzer 63 (G Pz 63) mit Dozerblatt (wurde zu einem späteren Zeitpunkt entfernt) und einem Drehkranz für das M2-12,7-mm-MG
- Kranpanzer 63 (Kran Pz 63) mit Ausladekran für die Instandsetzung
- Feuerleitpanzer 63 (Flt Pz 63) als Abteilungs- oder Batteriefeuerleitstelle der mechanisierten Artillerie
- Kommandopanzer 63 (Kdo Pz 63) Kommandoausführung
- Kommandopanzer 63/97 INTAFF (Kdo Pz 63/97) Kommandoausführung für Art Formationen
- Feuerleitpanzer 63/97 INTAFF (Flt Pz 63/97) Feuerleitstelle für Art Formationen
- Raupentransportwagen 68 (Rpe Trspw 68) M548 Munitionstransport
- Schützenpanzer 63/73 (Spz 63/73) kampfwertgesteigerte Variante (1973) mit zwei Außentanks am Heck 1973 anstatt des Innentanks, Versetzung der Kommandantenkuppel auf die linke Seite und Einbau des Hägglunds-Panzerturmes aus dem Pansarbandvagn 302 und einem gepanzerten Watschild. Der Turm wurde dahingehend modifiziert, dass die 20-mm-Hispano-Suiza-HS.404-Maschinenkanone sowohl mit 10-Schuss-Magazinen wie auch mit 200-Schuss-Gurten schießen konnte. Hinzu kam auch noch ein 60-mm-Beleuchtungsmörser für den Nachtkampf und Staumöglichkeiten für Dragon- und Panzerfaust-3-Panzerabwehrlenkwaffen. Durch diese Einbauten fanden noch sechs Panzergrenadiere und der Zugführer nebst der Besatzung Platz im Schützenpanzer.
- Kommandopanzer 63/73 (Kdo Pz 63/73)
- Schützenpanzer 63/89 (Spz 63/89) kampfwertgesteigerte Variante (1989) basierend auf dem Spz 63/73 mit zusätzlicher Panzerung. Die treppenförmigen Lochbleche der Zusatzpanzerung verbreiterten den Schützenpanzer auf über 3 Meter und bedingten den Einbau eines stärkeren Dieselaggregates (Detroit Diesel 6V53T, 195 kW (265 PS), Jacobs-Motorbremse) und ein modifiziertes Lenk-Bremssystem; das höhere Kampfgewicht bedingte die Modifikation des Raupenfahrwerkes durch verstärkte Torsionsstäbe und zusätzlichen Stoßdämpfer.
- Kommandopanzer 63/89 (Kdo Pz 63/89)
- Mirm Pz 63/00 Leichtes Minenräumsystem basierend auf dem Spz 63/89, mit Räumpflug und Elektromagnetfeld zur Räumung von ballistisch verlegten Minen; gepanzerte Fahrer- und Kommandantenluke, automatische Geschwindigkeitsbegrenzung (AGB) und Videoanlage/IR-Kamera für Fahrer und Kommandant.

Mit dem Entwicklungsschritt 08/11 der Armee wurden verschiedene Typen außer Dienst gesetzt. Zudem wurden aufgrund der Bedürfnisse der Truppe bestehende Spz-Typen modifiziert.
Zurzeit sind folgende Typen eingesetzt:
- Kdo Pz 63/97
- Flt Pz 63/97
- Kdo Pz 63/07 Teilmodifikation des Typs Flt Pz 63
- Spz 63/07 Teilmodifikation des Typs Kdo Pz 63
- Sap Pz 63/05 Modifikation des G Pz 63
- Mirm Pz 63/00
- Rpe Trspw 68/05 Modifikation durch ein FLAT-System

## Einsätze

### Einsatz durch die US-Streitkräfte und Israelische Streitkräfte
Der M113 hat sich im Vietnamkrieg an vielen Schauplätzen wegen seiner amphibischen Fähigkeiten bewährt, allerdings erlaubte er den im hinteren Raum des Panzers untergebrachten Infanteristen weder die Beobachtung des Gefechtsfelds noch den Einsatz ihrer Handwaffen. Im Gefecht der verbundenen Waffen bot die Aluminiumpanzerung zunehmend unzureichenden Schutz gegen Panzerabwehrwaffen, Kampfpanzer und Panzerabwehrminen. Die Anfälligkeit insbesondere gegen Lenkflugkörper und Antipanzerwaffen der Infanterie trat bei den Israel Defence Forces im Jom-Kippur-Krieg 1973 und besonders im Libanonkrieg von 1982 eklatant zu Tage. Mit der Indienststellung der ersten Exemplare des Schützenpanzers M2 Bradley IFV im Mai 1981 sollte die Aufgabe des M113 auf Truppentransport beschränkt werden. Im Zweiten Golfkrieg 1990 bis 1991 stellte sich jedoch heraus, dass auch der verbesserte M113A2 dabei große Probleme hatte, mit den neuen M1-Abrams-Panzern der Kampfgruppen der US-Streitkräfte mitzuhalten. Der M113A2 und der M113A3 wurden von den Amerikanern auch noch im Irakkrieg 2003 eingesetzt.

### Russisch-Ukrainischer Krieg
Zahlreiche NATO-Staaten haben 2022 und 2023 M113 in die Ukraine geliefert. So haben allein die USA 2022 mindestens 200 Stück an die Ukraine abgegeben. Die Fahrzeuge nehmen aktiv am Kampfgeschehen teil, wie Bildmaterial auf der Seite Oryx beweist. Hier werden, Stand Mai 2025, mindestens 358 zerstörte, beschädigte, verlassene oder von Russland erbeutete US-amerikanische M113 dokumentiert. Dazu kommen noch mindestens neun verlorene M113 AS4 aus australischen und mindestens elf verlorene M113 G3DK bzw. G4DK aus dänischen Beständen.
Im Mai 2025 gab Italien bekannt, 400 Stück M113 an die Ukraine liefern zu wollen. Dabei soll es sich um die verbesserte Version VCC-2 Camilino handeln. Unklar ist, wie viele dieser Fahrzeuge einsatzbereit sind.